# Carlo Jenzer
Carlo Jenzer (* 16. August 1937; † 1. Mai 1997) war ein Schweizer Pädagoge.

## Leben
Jenzer studierte in Bern, Zürich und Dijon Pädagogik, Philosophie und Französisch und promovierte über Michel de Montaigne. Er unterrichtete an Schulen und hatte Lehraufträge an Universitäten und leitete von 1969 bis 1997 die Abteilung Pädagogik des Erziehungsdepartements des Kantons Solothurn. Er publizierte zu Schulentwicklung, Lehrplanentwicklung, Lehrerbildung, Unterrichtsevaluation und Schulgeschichte.
Jenzer gilt als Begründer der Gesamtschule Dulliken, Direktor des Bildungsdepartementes des Kantons Solothurn und hielt Vorlesungen an der Universität Freiburg (Schweiz).

## Schriften
- Publikationen, hauptsächlich im Bereich Pädagogik, Lehrerbildung, auf Google Scholar.
- Development of Education in Switzerland. (PDF; 22 kB) OECD